# ツァガーンサル

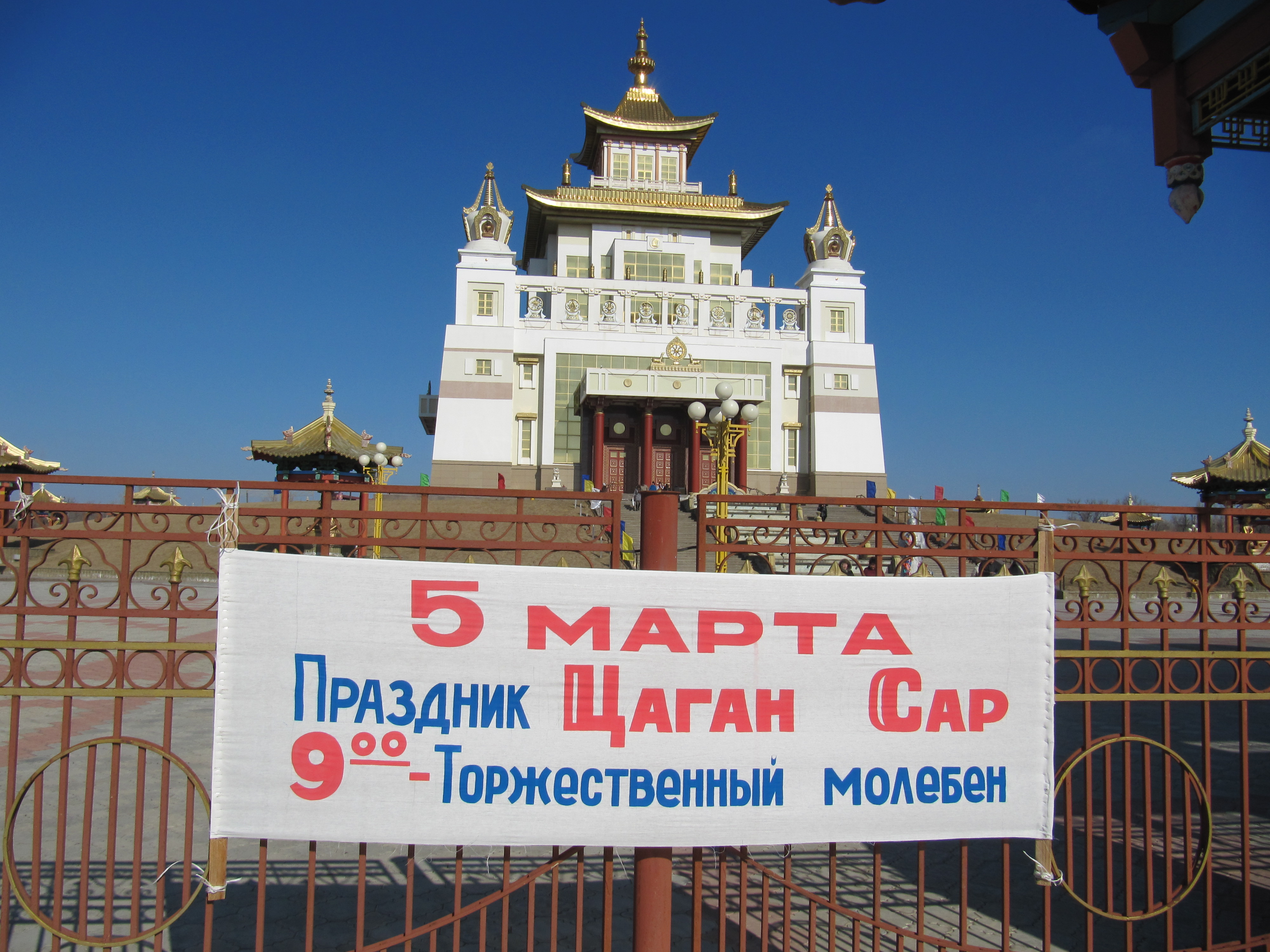
ツァガーン・サルを記念するカルムイク共和国のダツァン

ツァガーン・サル（モンゴル語: Цагаан сар, Cagán sar / ᠴᠠᠭᠠᠨ ᠰᠠᠷᠠ、ブリヤート語: Сагаан һара、カルムイク語: Цаһан сар）とは、モンゴル系民族に用いられているモンゴル暦における正月（旧正月）のこと。モンゴル語で「白い月」の意。

## 文化

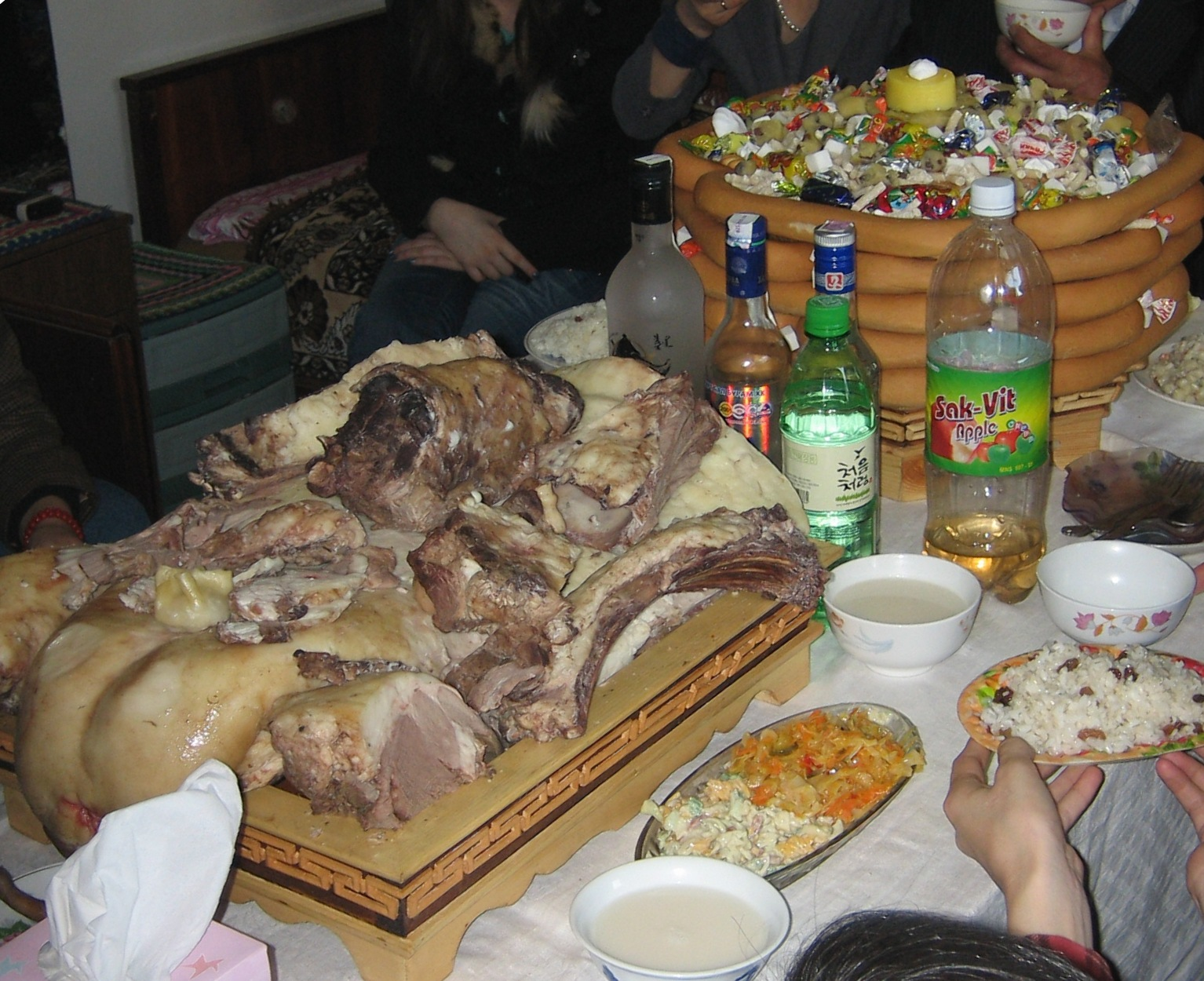
ツァガーンサルの食事

- ボーズ - ツァガーンサルで食べられる蒸し餃子風料理。